# Jan Lehr

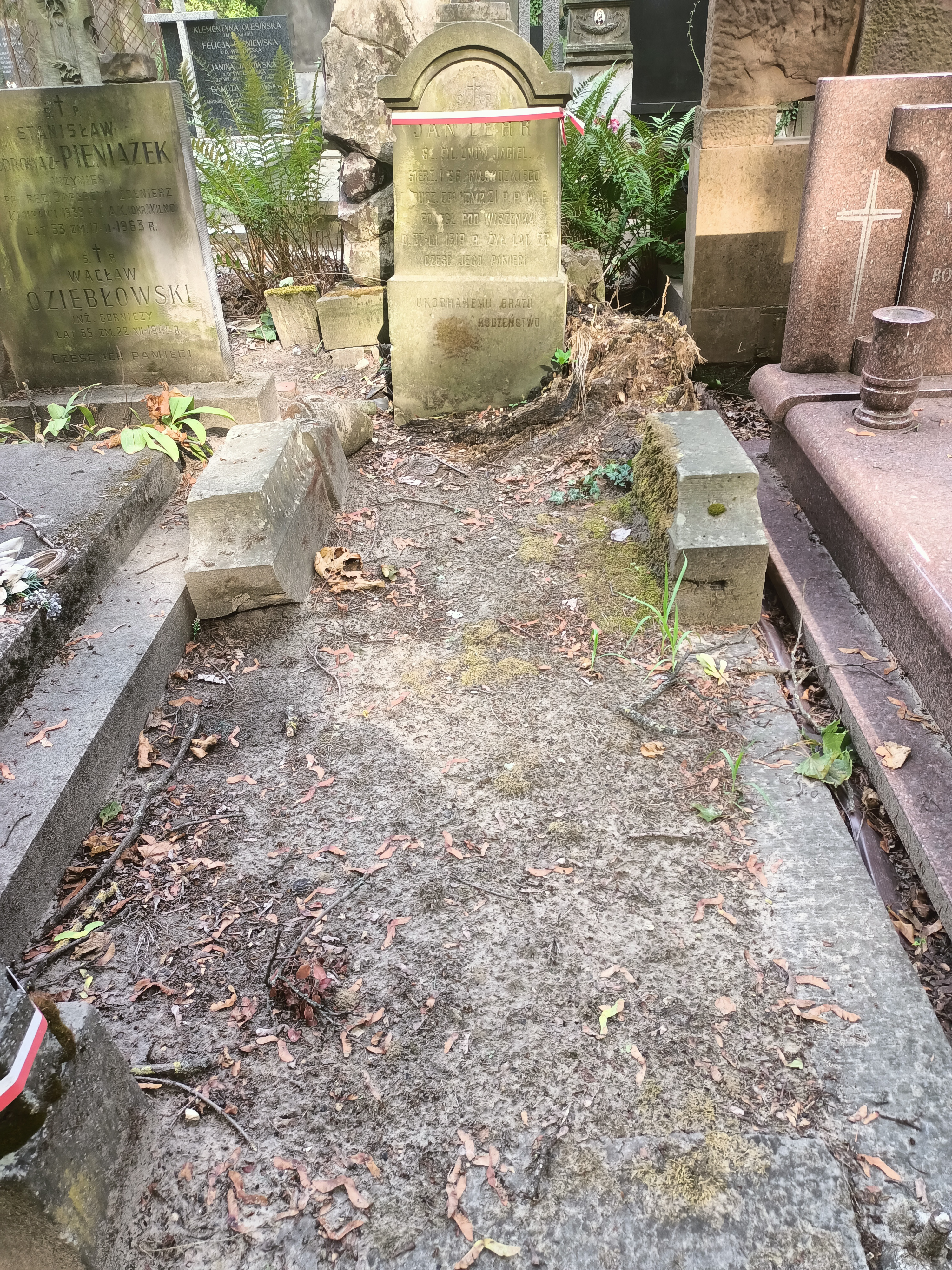
Grób Jana Lehra na Cmentarzu Powązkowskim

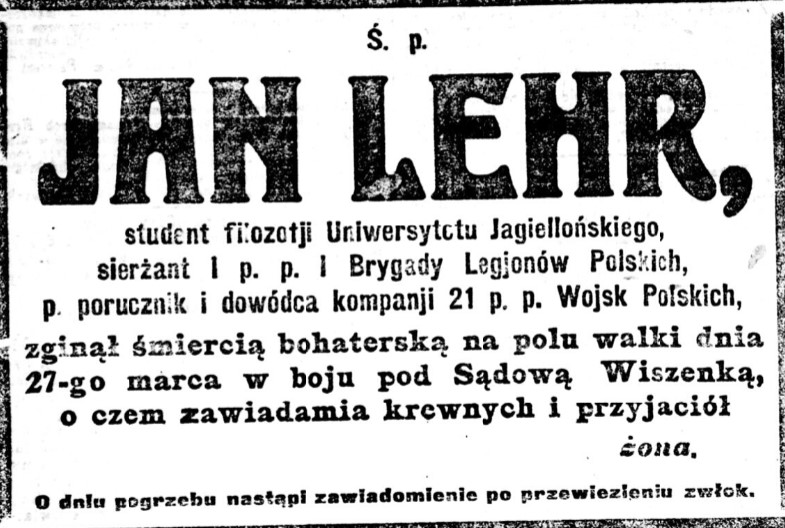
Nekrolog w „Kurjerze Warszawskim”.

Jan Lehr (ur. 10 grudnia 1893 w Krakowie, zm. 27 marca 1919 pod Wiszenką Wielką) – podporucznik piechoty Wojska Polskiego, działacz niepodległościowy, kawaler Orderu Virtuti Militari.

## Życiorys
Urodził się 10 grudnia 1893 w Krakowie, w rodzinie Izaaka i Matyldy z domu Holender. Był bratem Henryka. Studiował filozofię na Uniwersytecie Jagiellońskim. W czasie I wojny światowej walczył w szeregach 1 Pułku Piechoty Legionów Polskich, awansując na sierżanta. W lipcu 1917, po kryzysie przysięgowym, został internowany w Szczypiornie. W obozie był członkiem Rady Żołnierskiej.
W czasie wojny z Ukraińcami walczył w szeregach 21 Pułku Piechoty „Dzieci Warszawy”. Poległ 27 marca 1919 w walkach pod Wiszenką Wielką dowodząc 11. kompanią pułku. 4 kwietnia 1919 został pochowany na Cmentarzu Powązkowskim w Warszawie. Był żonaty.
25 maja 1919 został pośmiertnie mianowany porucznikiem z dniem 1 kwietnia 1919.

## Ordery i odznaczenia
- Krzyż Srebrny Orderu Wojskowego Virtuti Militari nr 7139 – pośmiertnie 17 maja 1922[11][12][13]
- Krzyż Niepodległości – pośmiertnie 20 grudnia 1932 „za pracę w dziele odzyskania niepodległości”[14][1]
- Krzyż Walecznych – pośmiertnie 1922[15][16]